# Бьёрнстад, Эспен
Эспен Бьёрнстад (норв. Espen Bjørnstad; род. 26 декабря 1993, Тронхейм) — норвежский двоеборец, двукратный чемпион мира в командном первенстве (2019 и 2021).

## Результаты

### Чемпионаты мира по лыжным видам спорта
| Чемпионаты мира | Нормальный трамплин/10 км | Большой трамплин/10 км | Нормальный трамплин (команды)/эстафета | Большой трамплин (команды)/ командный спринт |
| --------------- | ------------------------- | ---------------------- | -------------------------------------- | -------------------------------------------- |
| 2019 Зефельд    | 6                         | 15                     | 1                                      | —                                            |
| 2021 Оберстдорф | 10                        |                        | 1                                      |                                              |